# Hakeem Olajuwon
Hakeem Abdul Olajuwon (født 21. januar 1963 i Lagos, Nigeria) er en nigeriansk/amerikansk tidligere basketballspiller (center). Han spillede 18 år i NBA-ligaen, hvor han primært repræsenterede Houston Rockets. Han blev én gang, i 1995, kåret til NBA Most Valuable Player, og hele 12 gange blev han udtaget til NBA's All-starkamp, en hædersbevisning til sæsonens bedste spillere. Han er medlem af Naismith Memorial Basketball Hall of Fame.
Olajuwon bliver gennemgående regnet som en af de bedste center-spillere i basketballsportens historie.

## Tidlige liv og karriere
Olajuwon blev født og voksede op i den nigerianske hovedstad Lagos, og efter at have dyrket blandt andet fodbold som barn begyndte han først med at spille basketball som 15-årig. To år senere, i 1980, emigrerede han til USA for at spille college-basketball for University of Houston. Han spillede for holdet i college-systemet de følgende fire år.
Tiden hos Houston University var succesfuld for Olajuwon, som to gange kvalificerede sig til finalen i det nationale college-mesterskab med universitetets hold. I 1983 blev han desuden kåret til den bedste spiller i college-mesterskabet. Efter 1983-84-sæsonen besluttede han at tilmelde sig årets NBA-draft.

## NBA
I 1984 blev Olajuwon draftet som den allerførste spiller i årets NBA-draft. Han blev valgt af Houston Rockets og kunne dermed fortsætte i den by, han havde boet i sine fire år som college-spiller. Han havde en imponerende rookie-sæson, hvor han i gennemsnit leverede 21 point og 12 rebounds per kamp. Ved sæsonens afslutning sluttede han på andenpladsen i kåringen af årets rookie, kun overgået af Michael Jordan fra Chicago Bulls. Samtidig blev han udtaget til NBA All-Star kampen.
Olajuwon udviklede sig de følgende år som en af de stærkeste center-spillere i ligaen samt som en af de dominerende spillere på Rockets-holdet. Han var næsten hvert år med på All-Star-holdene og blev desuden to gange, i 1993 og 1994, kåret til årets bedste forsvarsspiller i ligaen. Hans stjernestund med holdet kom i sæsonerne 1993-94 og 1994-95, hvor han begge år vandt NBA-mesterskabet med Rockets. I 1994 slog holdet i finaleserien New York Knicks i syv kampe, mens det i 1995 var Orlando Magic der blev besejret i fire kampe. Begge gange blev han kåret til NBA Finals MVP, den bedste spiller i finaleserien.
Efter de to mesterskabsår fortsatte Olajuwon med at dominere og blev også i 1996 og 1997 udtaget til NBA's All-Star-kamp. I 2001, efter 17 år hos Rockets, skiftede han til Toronto Raptors, hvor han efter en enkelt sæson stoppede karrieren i 2002.

## Landshold
I 1996 var Olajuwon, der på dette tidspunkt havde fået amerikansk statsborgerskab, med på det amerikanske landshold til OL på hjemmebane i Atlanta, hvor holdet skulle forsøge at leve op til "Dream Team", der havde været fuldstændig overlegne ved legene fire år forinden. Skønt holdet ikke var helt så imponerende besat som i Barcelona, gik det også her ubesejret gennem indledende runde, og efter sejre over Brasilien i kvartfinalen og over Australien i semifinalen, stod kampen om guldet mod Serbien og Montenegro. Amerikanerne med Olajuwon genvandt guldet med sejr på 95-69, så Serbien-Montenegro fik sølv, mens Litauen fil bronze.

## NBA-statistikker

### Klubber
- 1984-2001: Houston Rockets
- 2001-2002: Toronto Raptors

### Titler
NBA-mester
- 1994 og 1995 med Houston Rockets

NBA Most Valuable Player
- 1994

NBA Finals MVP
- 1994 og 1995

NBA All-Star
- 1985, 1986, 1987, 1988, 1989, 1990, 1992, 1993, 1994, 1995, 1996 og 1997

Naismith Memorial Basketball Hall of Fame
- Optaget i 2008